# Błonie (powiat włocławski)
Błonie – wieś w Polsce, położona w województwie kujawsko-pomorskim, w powiecie włocławskim, w gminie Lubień Kujawski.
| SIMC    | Nazwa    | Rodzaj    |
| ------- | -------- | --------- |
| 0865310 | Zazdrość | część wsi |

W latach 1975–1998 miejscowość administracyjnie należała do województwa włocławskiego. Według Narodowego Spisu Powszechnego (III 2011 r.) liczyła 66 mieszkańców. Jest 39. co do wielkości miejscowością gminy Lubień Kujawski.